# Rhamphomyia mollis
Rhamphomyia mollis är en tvåvingeart som beskrevs av Collin 1933. Rhamphomyia mollis ingår i släktet Rhamphomyia och familjen dansflugor. Inga underarter finns listade i Catalogue of Life.